# Brezari
Brezari is een plaats in de gemeente Jastrebarsko in de Kroatische provincie Zagreb. De plaats telt 85 inwoners (2001).